# 西スコットランド大学
西スコットランド大学（英語: University of the West of Scotland、スコットランド・ゲール語: Oilthigh na h-Alba an Iar）、旧名ペイズリー大学（University of Paisley）は、ペイズリーに本部を置くスコットランドの公立大学。
1. ↑  “Senior Officers”.   University of Paisley. 2007年9月27日時点のオリジナルよりアーカイブ。2007年8月1日閲覧。
2. 1 2 3  “2016/17 Students by HE provider, level, mode and domicile” (CSV). Higher Education Statistics Agency. 2018年3月25日閲覧.